# Michael Williams, Baron Williams of Baglan

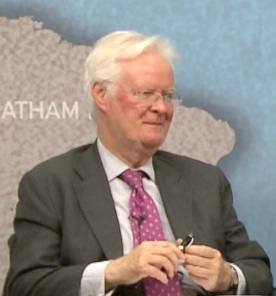
Michael Williams (2014)

Michael Charles Williams, Baron Williams of Baglan (* 11. Juni 1949; † 23. April 2017) war ein britischer Diplomat und Politiker der Labour Party, der zahlreiche diplomatische Funktionen innerhalb der Vereinten Nationen (UN) wahrnahm und seit 2010 als Life Peer Mitglied des House of Lords war, wo er zur Gruppe der Crossbencher gehörte.

## Leben

### Diplomat und Aufstieg zum UN-Untergeneralsekretär
Nach dem Besuch der Sandfields Comprehensive School im walisischen Baglan begann Williams ein Studium im Fach Internationale Beziehungen am University College London (UCL), das er 1971 mit einem Bachelor of Science (B.Sc. International Relations) beendete. Danach absolvierte er ein Studium im Fach Entwicklungshilfe an der School of Oriental and African Studies (SOAS) der Universität London und schloss dieses Studium 1973 mit einem Master of Science (M.Sc. Politics of Development Studies). Ein anschließendes postgraduales Studium der Politikwissenschaften an der SOAS beendete er mit einem Doktorat in Politik.
Im Anschluss trat er in den auswärtigen Dienst des Foreign and Commonwealth Office ein. Zu Beginn der 1990er Jahre übernahm er nach Verwendungen im britischen Außenministerium sowie an Auslandsvertretungen zunehmend führende Positionen innerhalb der Vereinten Nationen. Zunächst war er zwischen 1992 und 1993 Direktor der UN für Menschenrechte in Kambodscha sowie anschließend Direktor der Informationsabteilung der UN-Schutztruppen (United Nations Protection Force) in Kroatien, ehe er von 1995 bis 1998 als Senior Fellow an der Denkfabrik International Institute for Strategic Studies (IISS) arbeitete.
Nach Beendigung dieser Tätigkeit war Williams von 1999 bis 2000 Direktor des UN-Büros für Kinder und bewaffnete Konflikte in New York City und war im Anschluss zwischen 2000 und 2005 Sonderberater der damaligen britischen Außenminister Robin Cook und Jack Straw.
2005 kehrte er in die Zentrale der UN nach New York City zurück und war dort bis 2006 Direktor für den Mittleren Osten sowie Asien und danach Sonderkoordinator der UNO für den Mittleren Osten, ehe er zwischen 2007 und 2008 Sonderrepräsentant Großbritanniens für den Mittleren Osten und Sonderprojekte war. Danach war er seit August 2008 UN-Sonderkoordinator im UN-Sekretariat für den Libanon als Nachfolger von Johan Verbeke.

### Oberhausmitglied
Am 23. Juli 2010 wurde er durch ein Letters Patent als Life Peer mit dem Titel Baron Williams of Baglan, of Neath Port Talbot in Glamorgan, in den Adelsstand erhoben. Am 18. Oktober 2010 erfolgte seine Einführung (Introduction) als Mitglied des House of Lords, wobei er anschließend für ein Jahr zwischen Oktober 2010 und Oktober 2011 durch eine sogenannte Leave of Absence von der Teilnahme an den Sitzungen des Oberhauses freigestellt war.
Im Dezember 2011 verließ er die Fraktion der Labour Party, nachdem er zuvor zum Trustee des BBC Trust berufen wurde. Seither gehörte er zur Gruppe der parteilosen Peers, der sogenannten Crossbencher.
Daneben war er Visiting Fellow des im Chatham House ansässigen Royal Institute of International Affairs sowie Mitglied des Internationalen Beratungsgremiums des Internationalen Friedenszentrums in Toledo.

## Veröffentlichungen
- Communism, Religion and Revolt in Banten (1990)
- Vietnam at the Crossroads (1992)
- Civil-Military Relations and Peacekeeping (1998)